# To the Moon
To the Moon là một tựa game thuộc thể loại tâm lý chính kịch, phiêu lưu. Game được phát triển và sở hữu bởi hãng Freebird Games. Đây là game thứ tư của nhà thiết kế game trẻ tuổi Kan Gao, phát triển bằng phần mềm lập trình RPG Maker XP engine. Game có mặt trên Steam và Microsoft Windows vào tháng 11 năm 2011 và có mặt trên Mac OS X và Linux vào tháng 2 năm 2014.

## Cách chơi
To The Moon được phát triển trên nền tảng RPG Maker XP engine - nền tảng được sử dụng để tạo ra những tựa game nhập vai 2D 16-bit, tiêu biểu như Dragon Quest và Final Fantasy. Tuy nhiên, khác với RPG truyền thống, To the Moon không có hệ thống chiến đấu, các vật phẩm hoặc tổ đội. Game tập trung vào giải đố, thu thập thông tin về cuộc đời và đào sâu khám phá những ký ức của nhân vật Johnny.
To The Moon là hành trình khám phá những ký ức trong cuộc đời của Johny, bắt đầu từ hiện tại ngược trở về thời thơ ấu. Người chơi sẽ du hành vào những ký ức của Johny, tìm kiếm những manh mối, kỷ vật, với mục đích là tìm cách để có thể kết nối với những ký ức sâu xa hơn. Để làm được việc này bạn phải theo dõi cốt truyện, tìm kiếm các mảnh ký ức và kỷ vật quanh nhà Johnny hoặc những khu vực xung quanh trong màn chơi.
Khi đã tìm thấy đầy đủ những kỷ vật và thấy hết các ký ức của Johnny, người chơi sẽ can thiệp, thay đổi những ký ức này để tạo ra một ký ức mới cho Johnny, giúp ông ấy tin rằng mình đã thực hiện được giấc mơ được du hành đến mặt trăng.